# Tävling

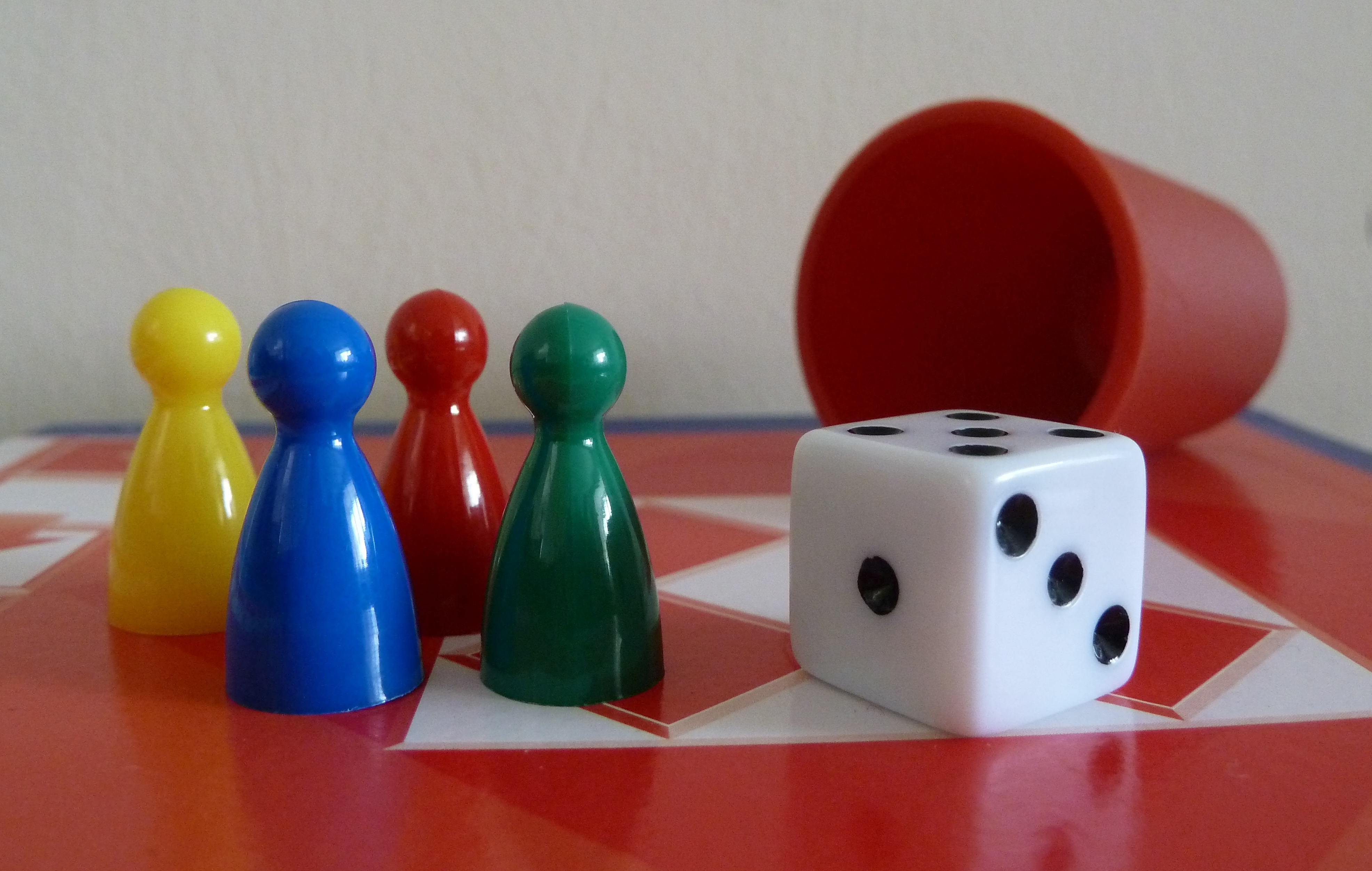
Man kan tävla i bland annat Fia...

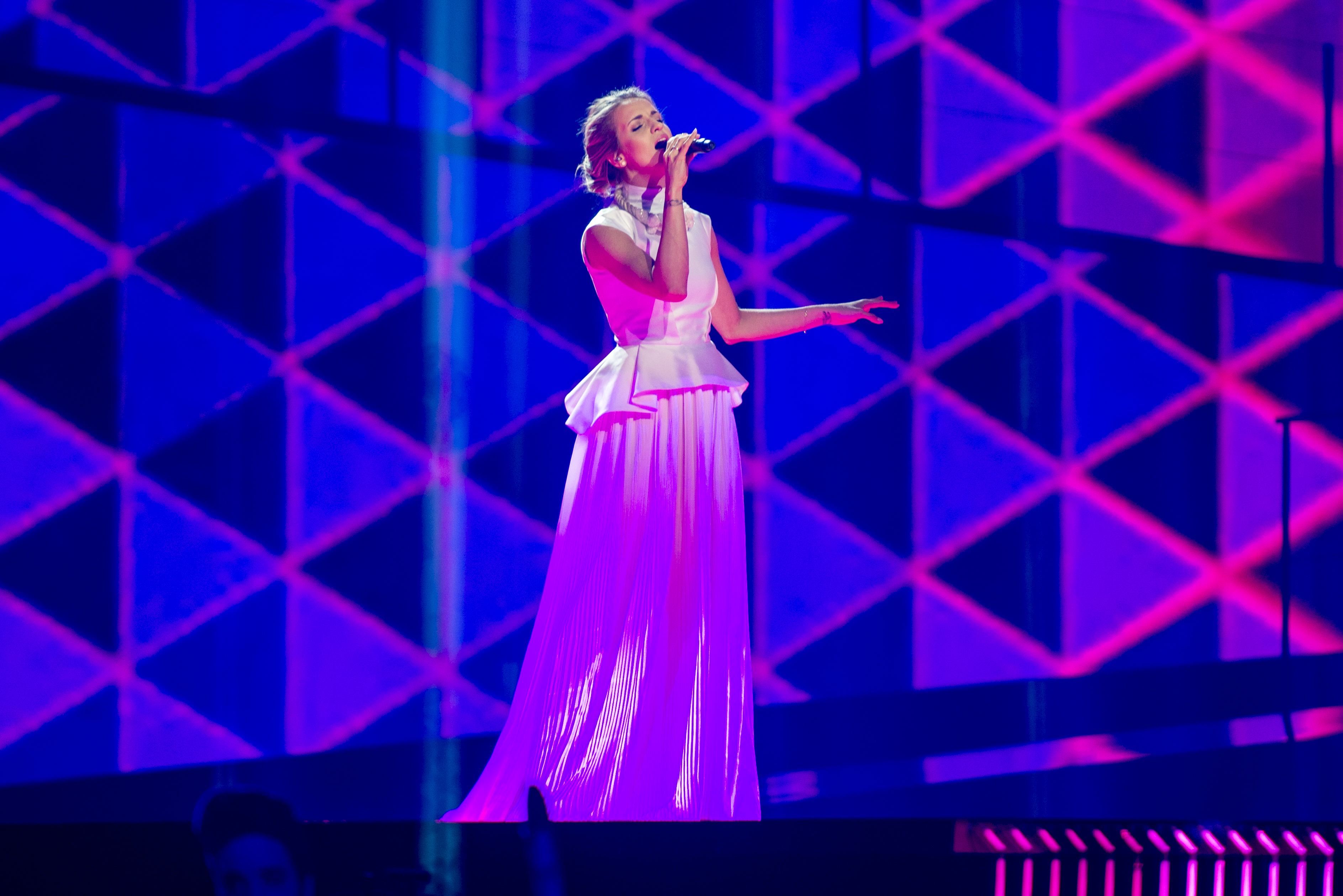
...och musik (som under Eurovision Song Contest).

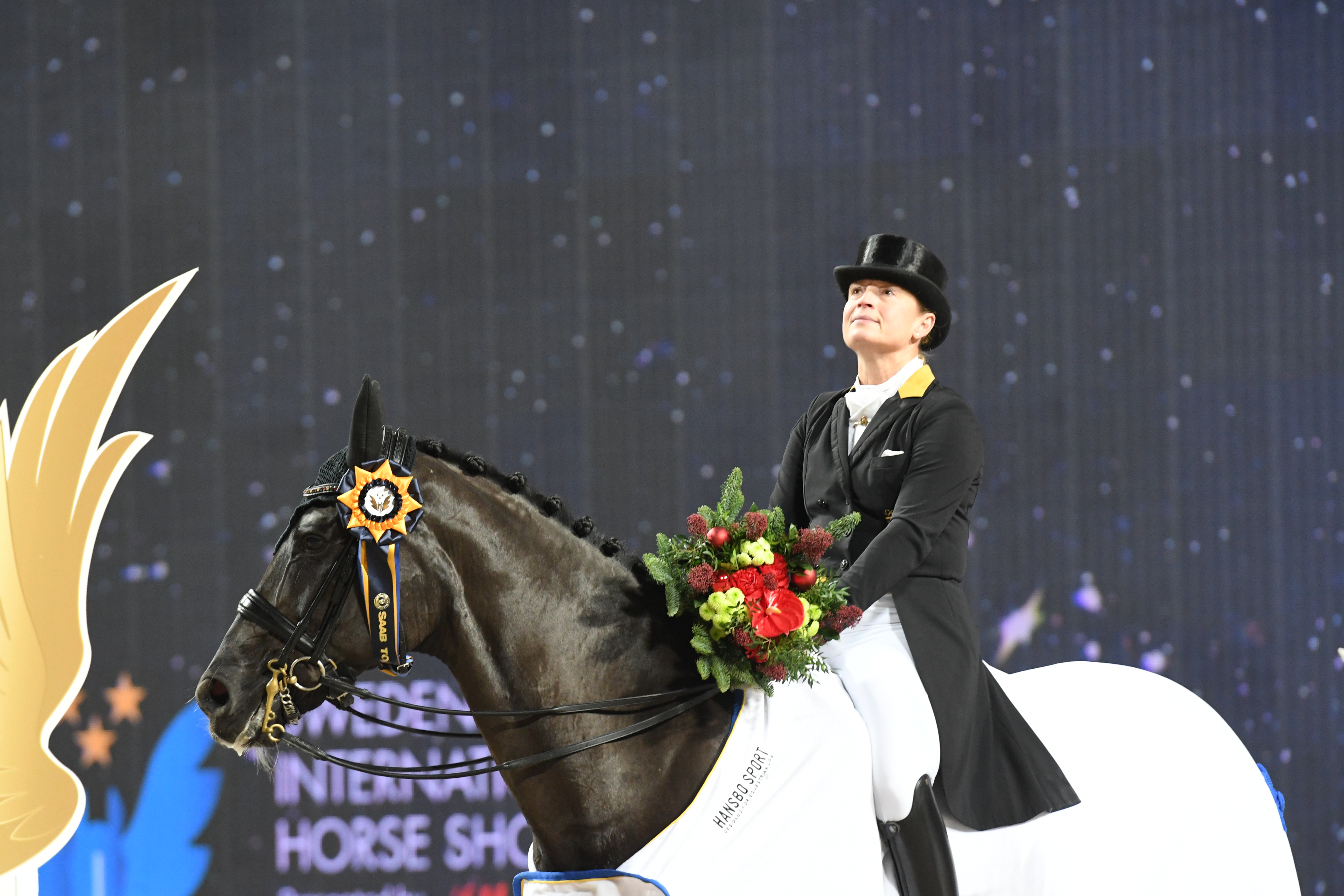
I vissa tävlingar kan man vinna rosetter. Weihegold Old och Isabell Werth fick en sådan vid Sweden International Horse Show 2018.

En tävling är en särskilt anordnad tillställning där flera personer, lag eller tävlingsdjur mäter sina färdigheter på något område för att kunna rangordna deltagarna. Tävlingen avslutas vanligen med att en individ eller ett lag utsetts till segrare. Tävlingar kan också arrangeras mer omfattande som mästerskap och turneringar.
Tävlingar kan vara i form av mer fysiska sport- och idrottsevenemang eller som lättsammare form av lekar. Det kan också handla om mer intellektuella former av spel, sällskapsspel, korsord, frågesport etc eller som yrkesmässig konkurrens som till exempel arkitekttävlingar, där de deltagande lämnar in sina tävlingsbidrag för bedömning. Det kan även röra sig om kulturtävlingar – jurybedömda konstutställningar, musiktävlingar, tävlingsdans, filmfestivaler etc – där de deltagande tävlingsbidragen rangordnas och kvalitetsbedöms av en jury eller allmänheten. Även skönhetstävlingar för människor eller djur (vid till exempel hundutställningar) finns.
Tävlingar av olika slag visas ofta på TV.

## Ursprung
Av äldre fornsvenska täfla, "spela brädspel", en bildning till tavla.